# Meistratzheim
Meistratzheim is een gemeente in het Franse departement Bas-Rhin (regio Grand Est). De plaats maakt deel uit van het arrondissement Sélestat-Erstein. Meistratzheim telde op 1 januari 2022 1.537 inwoners.

## Geografie
De oppervlakte van Meistratzheim bedroeg op 1 januari 2022 12,82 vierkante kilometer; de bevolkingsdichtheid was toen 119,9 inwoners per km².

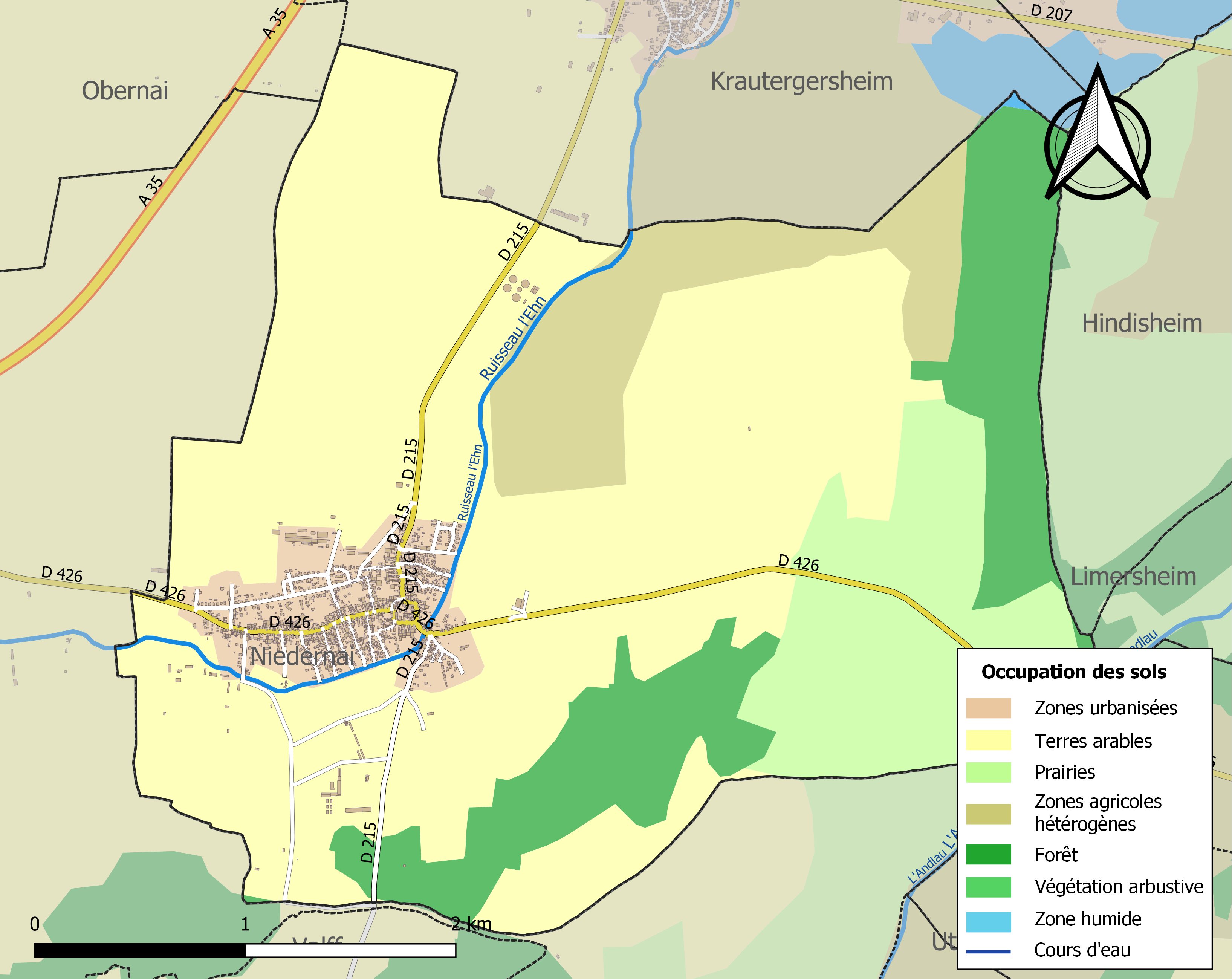
Kaart van de gemeente met de belangrijkste infrastructuur, bodemgebruik en omliggende gemeenten

## Demografie
Onderstaande figuur toont het verloop van het inwonertal (bron: INSEE-tellingen).